# Grupo de Folclore Ucraniano Sonhachnek
El Grupo de Folclore Ucraniano Sonhachnek es una asociación cultural sin fines de lucro de la ciudad de Cascavel, en Brasil.
Pertenece a la Parroquia de Nuestra Señora del Perpetuo Socorro de la Iglesia greco-católica ucraniana. Cuenta con 80 miembros que se dividen entre la escuela de danzas, el grupo infanto-juvenil, el grupo adulto, el cuerpo coreográfico y la dirección.
A diferencia de los cuerpos de ballet de otras comunidades, una particularidad destacada entre los ucranianos es que casi todos sus ballets están vinculados y administrados por las iglesias. Esta organización se percibe como la forma más adecuada de mantenerlos, evitando la influencia de intereses particulares. En cada festividad o evento religioso, cívico o político, los integrantes del ballet participan vistiendo trajes tradicionales y portando estandartes que reflejan su afiliación.
En idioma ucraniano, Sonhachnek (Сонячник) significa girasol y representa valores profundamente enraizados en la identidad nacional y el vínculo con la naturaleza. Es un símbolo no oficial del país, especialmente visible en los paisajes rurales. Los campos de girasoles son un ícono de la belleza natural de Ucrania.
Tuvieron a su cargo la organización de la XVIII edición del Festival Nacional de Danzas Ucranianas en el año 2011.

## Historia
El Grupo de Folclore Ucraniano Sonhahcnek fue fundado en el año 1986 por Lucia Krominski.
Desde 1997 organizan anualmente la "Noche Ucraniana", evento que incluye presentaciones del coro y el ballet, además de poder probar un poco de la gastronomía de Ucrania. El evento siempre es iniciado con el Himno Nacional de Ucrania.
En 2011 estuvieron a cargo de la organización de la XVIII edición del Festival Nacional de Danzas Ucranianas. Del evento participaron otros 15 grupos folclóricos ucranianos de Brasil y tuvo la presencia del Grupo Prolissok llegado desde Ucrania. Durante este festival se recordaron los 120 años del comienzo de la inmigración ucraniana en Brasil y los 25 años de existencia del Grupo Sonhachnek.